# Moulicent
Moulicent ist eine Ortschaft und eine Commune déléguée in der französischen Gemeinde Longny les Villages mit 232 Einwohnern (Stand: 1. Januar 2022) im Département Orne in der Region Normandie.
Mit Wirkung vom 1. Januar 2016 wurden die früheren Gemeinden Longny-au-Perche, La Lande-sur-Eure, Malétable, Marchainville, Monceaux-au-Perche, Moulicent, Neuilly-sur-Eure und Saint-Victor-de-Réno zu einer Commune nouvelle mit dem Namen Longny les Villages zusammengelegt und haben in der neuen Gemeinde den Status einer Commune déléguée. Der Verwaltungssitz befindet sich im Ort Longny-au-Perche. Die Gemeinde Moulicent gehörte zum Arrondissement Mortagne-au-Perche und zum Kanton Tourouvre.

## Lage
Moulicent liegt am Jambée im Regionalen Naturpark Perche, 18 Kilometer ostnordöstlich von Mortagne-au-Perche.

## Bevölkerungsentwicklung
| Jahr                       | 1962 | 1968 | 1975 | 1982 | 1990 | 1999 | 2011 | 2020 |
| -------------------------- | ---- | ---- | ---- | ---- | ---- | ---- | ---- | ---- |
| Einwohner                  | 347  | 300  | 241  | 243  | 266  | 291  | 289  | 246  |
| Quellen: Cassini und INSEE |      |      |      |      |      |      |      |      |

## Sehenswürdigkeiten

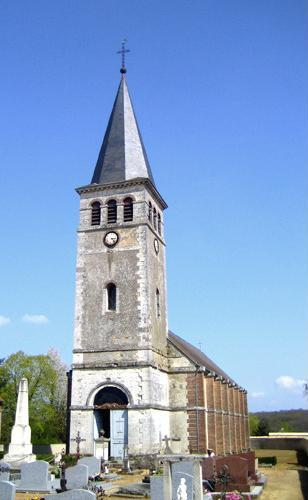
Kirche Saint-Denis
- Tibetanisches Kloster „Mahamoudra Ling“
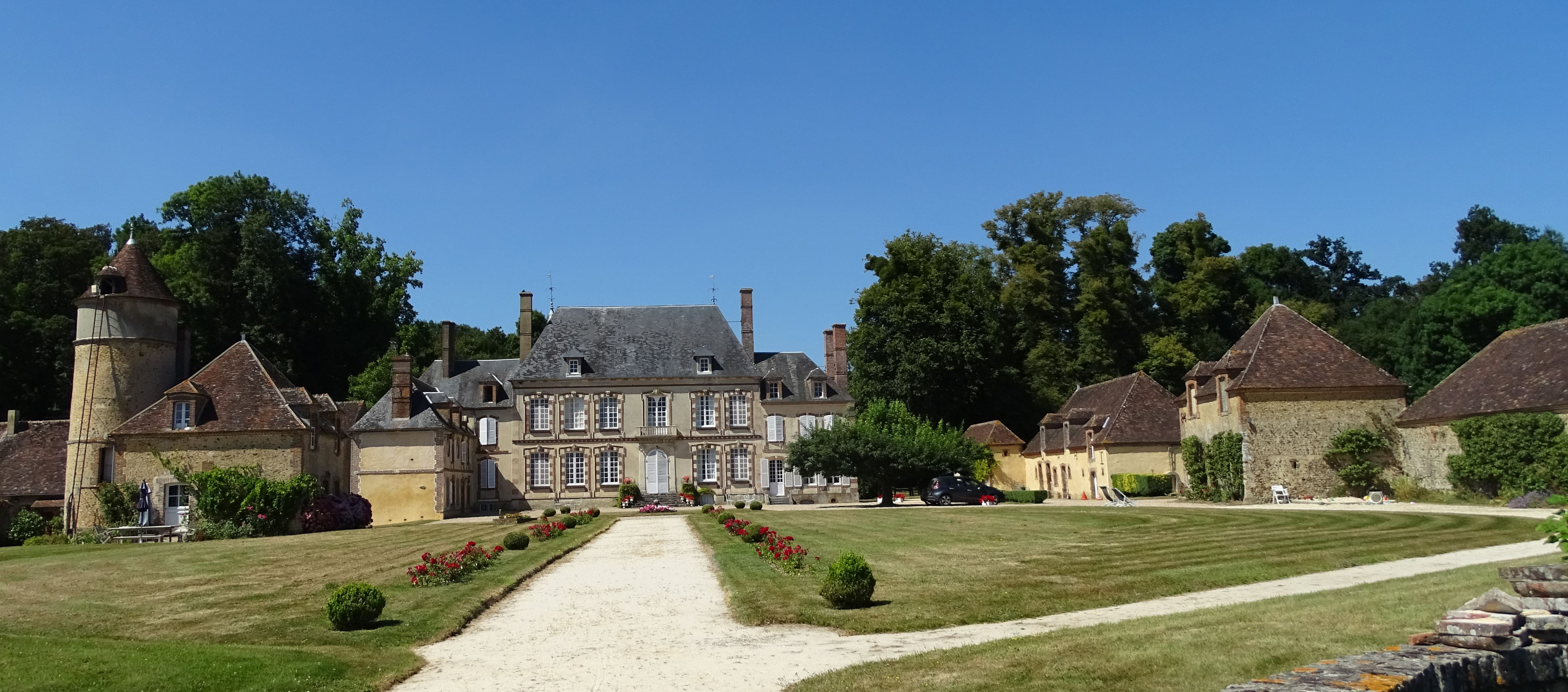
Schloss La Grande Noë
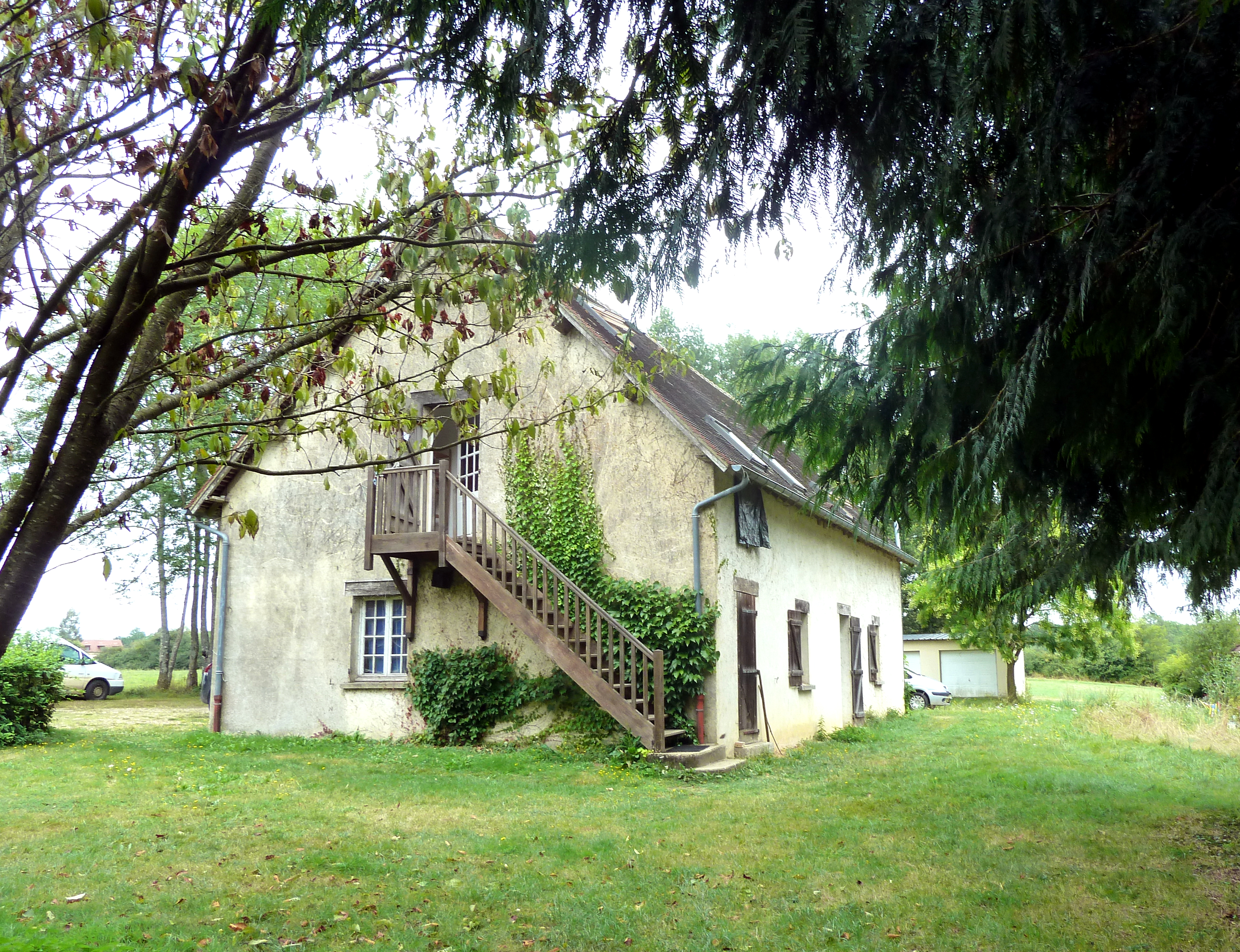
„Mahamoudra Ling“

- Schloss Persay
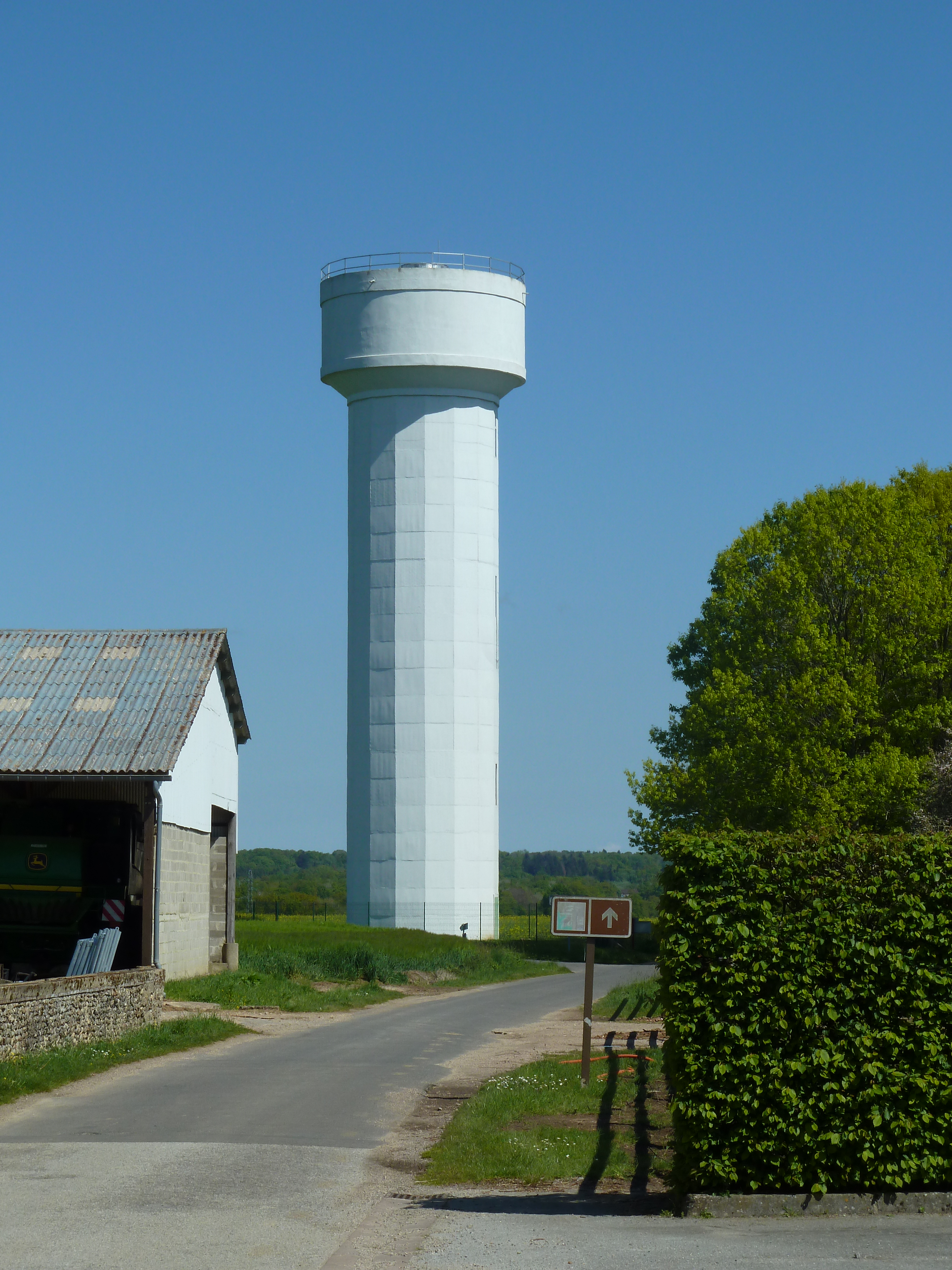
Wasserturm

- Kirche Saint-Denis
- Schloss La Grande Noë
- „Mahamoudra Ling“
- Wasserturm